# Dolores (Alicante)
Dolores es un municipio de la Comunidad Valenciana, España. Situado en el sur de la provincia de Alicante en la comarca de la Vega Baja del Segura. Cuenta con una población de 8102 habitantes (INE 2024). El término municipal limita al norte con Elche, al sur con Almoradí y Daya Nueva, al este con San Fulgencio, y al oeste con Catral. Se trata de un municipio hispanófono, en el que el español cuenta con el predominio lingüístico reconocido legalmente.

## Toponimia
El nombre de la localidad tiene su origen en la advocación mariana de Nuestra Señora de los Dolores. La costumbre de emplear nombres religiosos para designar poblamientos de nueva creación fue una constante en España desde la época de la conquista americana. En concreto, el cardenal Belluga, impulsor del desarrollo de importantes obras de colonización y poblamiento en las zonas aledañas al curso bajo del río Segura, bautizó a otras de sus fundaciones con nombres como San Felipe Neri o San Fulgencio. Si bien existe una versión del nombre de la localidad en valenciano, Dolors, se trata de una denominación no oficial sin uso corriente en la villa, que al igual que casi toda su comarca es de habla castellana.

## Geografía física
Municipio perteneciente a la comarca de la Vega Baja del Segura, situado en el llano deltaico de dicho río. 

## Historia

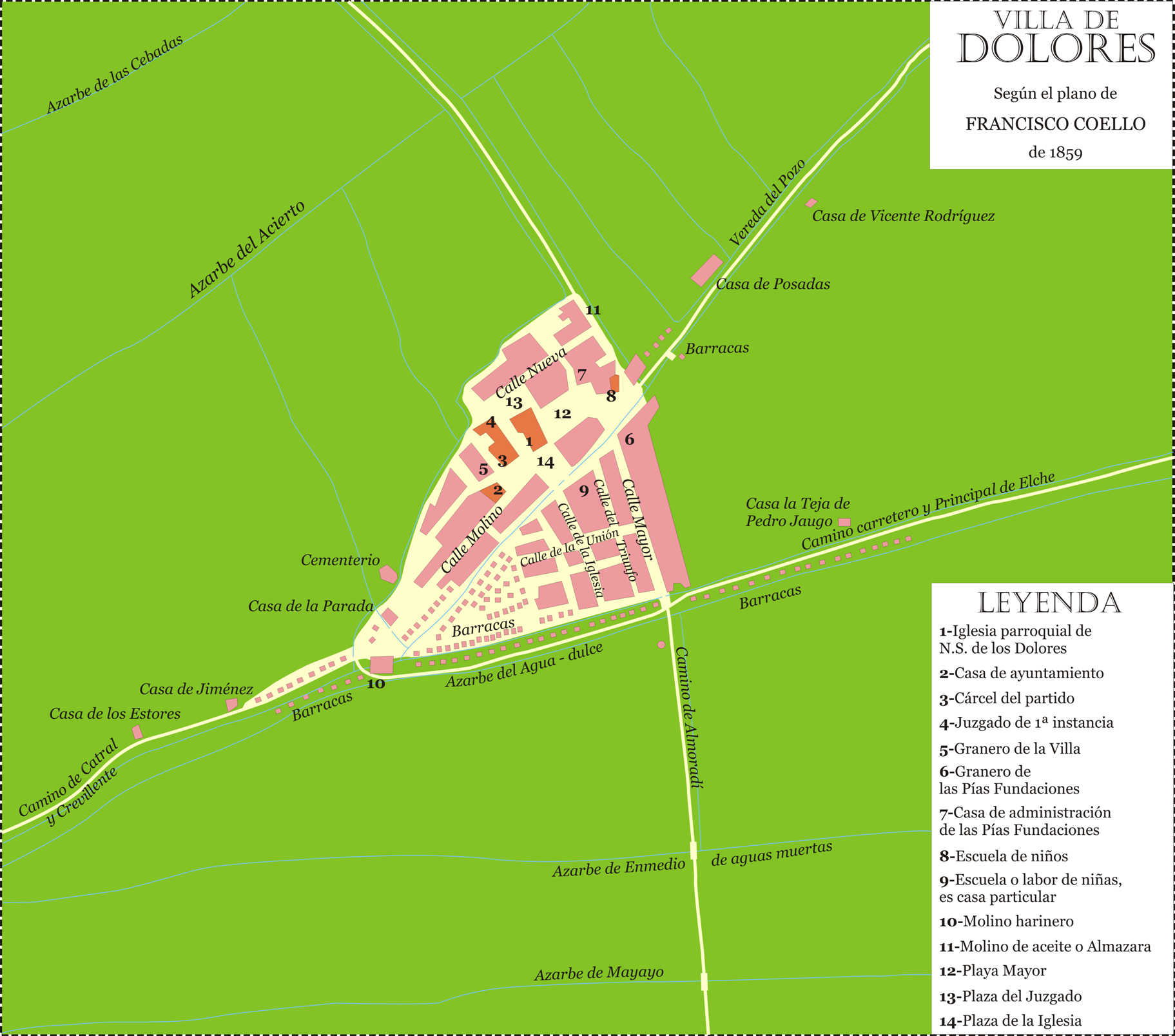
Extensión de Dolores en 1859

Esta localidad nació en el siglo XVIII al amparo de las obras de desecación y transformación desarrolladas por el cardenal Luis Antonio de Belluga y Moncada que contaba con el apoyo de Felipe V, al cual había apoyado durante la guerra de Sucesión.
Hasta 1707 Dolores permaneció incorporada en la gobernación de Orihuela, pasando en dicho momento a formar parte del corregimiento de Orihuela, permaneciendo de este modo hasta 1833. En 1729 Dolores adquiría su independencia municipal respecto a Orihuela y Guardamar del Segura, siéndole concedido por la Real Cédula de 12 de febrero de 1734 el título de villa por parte del monarca Felipe V.
En mayo de 1715 la villa de Orihuela otorga al Cardenal Belluga, mediante escritura, una superficie de 25.000 tahúllas de terreno pantanoso e insalubre para su colonización, con seis condiciones, entre las que estaban la construcción de canalizaciones para la desecación del terreno y la construcción de casas y caminos. Fuente: Archivo Histórico Nacional. Legajo 17455)

## Geografía humana

### Demografía
Cuenta con una población de 8102 habitantes (INE 2024).
| Gráfica de evolución demográfica de Dolores entre 1842 y 2021                                                         |
| |
| Población de derecho según los censos de población del INE. Población de hecho según los censos de población del INE. |

| 2433 | 3176 | 2555 | 2256 | 2925 | 3541 | 5395 | 5450 | 5982 | 5770 | 6267 | 7303 |

### Economía
Las principales actividades económicas de esta población son los servicios y la construcción. El desarrollo de nuevos planes urbanísticos –entre ellos, Dolores Golf, aprobado en marzo del 2007 por la corporación municipal– permitiría la expansión y el crecimiento futuro del pueblo. Las actividades tradicionales, tales como la agricultura de regadío y la industria del calzado, se encuentran en decadencia debido a bajos precios, carencia de agua para riego, y la competencia exterior.
El 20 de mayo de 2009, la Generalidad Valenciana dio luz verde a un centro comercial de 50.000 metros cuadrados. La puesta en marcha de este centro comercial está a la espera de la inversión de empresas comerciales que podrían estar interesadas –el proyecto de urbanización ya está aprobado– y en caso de llevarse a cabo, supondría la creación de alrededor de 500 puestos de trabajo.
La recesión económica que empezó en el 2008 afectó a Dolores significativamente, aunque en menor proporción que a otras ciudades vecinas como Elche, Almoradí o Catral.

## Política
El Partido Popular (PP) obtuvo una histórica mayoría absoluta en las elecciones municipales de mayo del 2007, con el 58% de los votos válidos y 8 concejales de los 13 que componen la corporación municipal (6 concejales en 2003). El PSOE obtuvo el 34% de los votos y 4 concejales –los mismos que en el 2003–, mientras que el partido Renovación obtuvo el restante 8% de los votos y 1 concejal (3 en 2003). La ventaja del Partido Popular en este municipio se amplió en las elecciones europeas del 7 de junio de 2009, en las que obtuvo el 66,4% (frente al 60,1% en el 2004) mientras que el PSOE obtuvo solo un 29,4% de los votos (37,4% en 2004). 
Tanto el PP como el PSOE apoyaron en marzo de 2007 el proyecto urbanístico Dolores Golf, el más importante de la historia de esta ciudad, cuyo impacto económico estimó la creación de unos 450 nuevos puestos de trabajo en Dolores. El proyecto obtuvo el visto bueno de la Consejería de Urbanismo el 27 de marzo de 2008, y se publicó en el Boletín Oficial de la Provincia de Alicante el 2 de febrero de 2009. Las 2646 viviendas previstas que permitirían doblar la población actual del municipio en el largo plazo. 
En fecha 2012 este proyecto solo quedó en el visto bueno de la Consejería y no se crearon ni los 450 nuevos puestos de trabajo, ni la duplicación de la población actual estimados  el PP.
|                                               |         |                               |       |         |            |            |
| Elecciones municipales del 28 de mayo de 2023 |         |                               |       |         |            |            |
| Partido                                       | Partido | Candidato                     | Votos | Votos   | Concejales | Concejales |
| Partido Socialista del País Valenciano-PSOE   |         | José Joaquín Hernández Sáez   | 1967  | 50,16 % | 7          | 1          |
| Partido Popular                               |         | José Manuel Guerrero Olivares | 1488  | 37,94 % | 5          | 2          |
| VOX                                           |         | Francisco Javier Saura Saura  | 253   | 6,45 %  | 1          | 1          |
| Fuente: Ministerio del Interior (España).     |         |                               |       |         |            |            |

| Periodo   | Nombre                                                                                      | Partido                           |
| --------- | ------------------------------------------------------------------------------------------- | --------------------------------- |
| 1979-1983 | José Joaquín Hernández Ruiz                                                                 | PSPV-PSOE                         |
| 1983-1987 | José Joaquín Hernández Ruiz                                                                 | PSPV-PSOE                         |
| 1987-1991 | José Joaquín Hernández Ruiz                                                                 | PSPV-PSOE                         |
| 1991-1995 | José Joaquín Hernández Ruiz                                                                 | PSPV-PSOE                         |
| 1995-1999 | Antonio Ruiz Meroño                                                                         | PP                                |
| 1999-2003 | Gabriel Gascón Abadía                                                                       | PP                                |
| 2003-2007 | Pablo Saura (2003-2004) Gabriel Gascón Abadía (2004-2007)                                   | CLR - Centro Liberal Renovador PP |
| 2007-2011 | Gabriel Gascón Abadía                                                                       | PP                                |
| 2011-2015 | Gabriel Gascón Abadía (2011-2014) Moción de Censura José Joaquín Hernández Sáez (2014-2015) | PP PSPV-PSOE                      |
| 2015-2019 | José Joaquín Hernández Sáez                                                                 | PSPV-PSOE                         |
| 2019-2023 | José Joaquín Hernández Sáez                                                                 | PSPV-PSOE                         |
| 2023-act. | José Joaquín Hernández Sáez                                                                 | PSPV-PSOE                         |

## Hermanamientos
La ciudad de Dolores ha firmado vínculos de cooperación perdurables, en carácter de hermanamientos, con las siguientes ciudades:
- Dolores, Argentina
- Dolores, Uruguay